# Lamprologus teugelsi
Lamprologus teugelsi is een straalvinnige vissensoort uit de familie van de cichliden (Cichlidae). De wetenschappelijke naam van de soort is voor het eerst geldig gepubliceerd in 2004 door Schelly & Stiassny.